# Залісці (Луцький район)
Залі́сці — село в Україні, у Луцькому районі Волинської області. Входить до складу Копачівської сільської громади. Населення становить 504 особи.

## Географія
Селом протікає річка Лютиця.

## Історія
У 1906 році село Рожиської волості Луцького повіту Волинської губернії. Відстань від повітового міста 25 верст, від волості 15. Дворів 60, мешканців 428.

## Населення
Згідно з переписом УРСР 1989 року чисельність наявного населення села становила 526 осіб, з яких 231 чоловік та 295 жінок.
За переписом населення України 2001 року в селі мешкали 504 особи. 100 % населення вказало своєю рідною мовою українську мову.
До 14 серпня 2017 року — адміністративний центр Залісцівської сільської ради Рожищенського району Волинської області.